# Kevin Houle
Pour les articles homonymes, voir Houle (homonymie).
Kevin Houle est un acteur, chanteur et doubleur québécois, né le 19 avril 1983 à Joliette. Il a notamment tenu le rôle de Tristan Rabeau dans la série télévisée Les Honorables.

## Biographie
À l’adolescence, Kevin Houle fait des apparitions dans des films et des publicités télévisés mais obtient un premier rôle au cinéma dans Le Secret de ma mère en 2006. L’année suivante, en 2007, il interprète David dans l’émission jeunesse Pendant ce temps, devant la télé, à Radio-Canada. Également chanteur, il joue Ti-Rat dans la comédie musicale Muguette Nucléaire de Marc Drouin en 2007, ainsi qu’Enjolras dans près de 130 représentations de la comédie musicale Les Misérables à Québec et à Montréal. Il se consacre ensuite au doublage pour lequel il prête sa voix à des dizaines de films, émissions de télévision et dessins animés. Il est notamment la voix française du héros du jeu vidéo d’Ubisoft, Assassin’s Creed III, Connor Kenway. C’est en 2019 qu’il est révélé au public avec le personnage de Tristan Rabeau dans la série télévisée Les Honorables, présente sur Club Illico puis à TVA. Il obtient avec ce rôle une nomination pour Méchant de l’année aux Zapettes d’or de l’émission C’est juste de la TV à ARTV ainsi qu’une nomination aux Prix Gémeaux remis par l’Académie Canadienne du cinéma et de la télévision. 
En 2023, il fait partie de la distribution de la comédie musicale Hair où il interprète le rôle mythique de Berger sous la direction de Serge Denoncourt.
Il se joint la même année au casting de Pub Royal, la comédie musicale des Cowboys Fringants, dirigée par Sébastien Soldevila du collectif Les 7 doigts de la main. Le spectacle prendra l'affiche au Grand Théâtre de Québec en novembre 2023 pour être ensuite présenté à la Place des Arts de Montréal en décembre.

## Vie privée
Il est le conjoint de la comédienne Eloisa Cervantes.

## Filmographie
- 1999 : Mack Sennett, Roi du comique : Mack Sennett, 15 ans
- 2005 : Le Secret de ma mère : Simon
- 2006-2007 : Pendant ce temps, devant la télé (série télé) : David
- 2008 : Le Grand Départ : Cédric
- 2010 : Les Boys (série télé): Jack
- 2010 : Lance et compte, le film : Louis St-Pierre
- 2012 : Liverpool : Jean-François
- 2013 : Trauma (série télé) : Charles Paquet
- 2013 : Maurice (court-métrage) : Collègue
- 2017 : Victor Lessard (série télé) : Mathis
- 2017 : L'heure bleue (série télé) : Professeur d’éthique
- 2017 : En tout cas (série télé) : David
- 2017 : Féminin/féminin : Jérémy
- 2018 : Mensonges IV (série télé) : Mickaël Collard
- 2018 : Faits divers (série télévisée) : Sébastien Lauzon
- 2019 : Les Honorables (série télé) : Tristan Rabeau
- 2019 : Le 422 (série télé) : Kazimir

## Doublage

### Télévision

#### Téléfilms
- 2015 : Enquêtes gourmandes : Meurtre quatre étoiles : Eric (Brendan Penny)
- 2017 : Enquêtes gourmandes : Festin mortel : Steve Saunders (Brian Cook)

### Cinema
- 2022 : DC Krypto Super Chien : Chip
- 2024 : Hotel Hazbin : Valentino(Val)

## Distinctions
- Prix Gémeaux : finaliste pour la meilleure interprétation dans un rôle de soutien, série dramatique, Les Honorables, 2019[9]
- Zapettes d'or : finaliste pour Méchant de l’année, Les Honorables, 2019[10]